# (4249) Křemže
(4249) Křemže – planetoida z pasa głównego asteroid okrążająca Słońce w ciągu 5 lat i 44 dni w średniej odległości 2,97 j.a. Została odkryta 29 września 1984 roku  Obserwatorium Kleť w pobliżu Czeskich Budziejowic przez Antonína Mrkosa. Nazwa planetoidy pochodzi od małego czeskiego miasta Křemže położonego w pobliżu Obserwatorium Kleť. Przed jej nadaniem planetoida nosiła oznaczenie tymczasowe (4249) 1984 SC2.